# Alexa Noel
Alexa Noel (6 september 2002) is een tennisspeelster uit de Verenigde Staten.
Op vierjarige leeftijd verhuisde Noel naar Canada, waar ze op zesjarige leeftijd begon met tennis.
Op achtjarige leeftijd verhuisde ze weer terug naar New Jersey in de Verenigde Staten.
In 2018 nam Noel deel aan de Olympische Jeugdzomerspelen.
In 2019 speelde ze op Wimbledon de meisjesfinale tegen de Oekraïense Darija Snihoer, en kreeg ze samen met Abigail Forbes een wildcard voor de US Open. 